# Elaphoglossum montgomeryi
Elaphoglossum montgomeryi är en träjonväxtart som beskrevs av John T. Mickel. Elaphoglossum montgomeryi ingår i släktet Elaphoglossum och familjen Dryopteridaceae. Inga underarter finns listade.